# Kerris Lilla Dorsey
Kerris Lilla Dorsey (ur. 9 stycznia 1998) – amerykańska aktorka i piosenkarka, odtwórczyni roli Paige w serialu stacji ABC Bracia i siostry i Bridget w Rayu Donovanie. Młodsza siostra Justine Dorsey.

## Filmografia
- Ray Donovan (od 2012) jako Bridget (główna obsada)
- Dziewczyna kontra potwór (2012) jako Sadie
- Taniec rządzi (2012) jako Kat
- Moneyball (2011) jako Casey Beane
- Fuel (2008) jako młoda Sandy
- Bracia i siostry (2006-2009) jako Paige Whedon
- Ale jazda! (Carpoolers, 2008) jako telefonistka
- Medium (2007) jako Jennie
- Zaginiona (Vanished, 2006) jako Becky Javit
- So noTORIous (2006) jako mała Drew Barrymore
- Detektyw Monk (Monk, 2005) jako mała dziewczynka
- Hoży doktorzy (Scrubs) jako dzieciak nr 3
- Jak w niebie (Just Like Heaven, 2005) jako Zoe
- Spacer po linie (Walk the Line, 2005) jako Kathy Cash
- Soccer Mom (2005) jako Joey